# Каценельсон, Нисон Иосифович
Нисон Иосифович (Хаим-Иосифович) Каценельсон (1862, Бобруйск Минской губернии — 9 ноября 1923, Лиепая, Латвия) — общественный деятель, по специальности физик-экспериментатор, депутат Государственной думы I созыва от Курляндской губернии.

## Биография
Еврей, иудейского вероисповедания. Окончил Берлинский университет со степенью доктор философии. Специалист в области экспериментальной физики. В 1899 г в Базеле на 3-м Всемирном сионистском конгрессе избран директором Еврейского колониального банка, с 1905 председатель его директориума. В 1903 сопровождал Теодора Герцля в его поездке по России. Боролся  за равенство прав  евреев и остальных жителей империи. В 1905 году Каценельсон — один из основателей Союза для достижения полноправия еврейского народа в России. Член Конституционно-демократической партии.
20 апреля 1906 избран в Государственную думу I созыва от общего состава выборщиков Курляндского губернского избирательного собрания. Входил в Конституционно-демократическую фракцию. Член Финансовой комиссии Думы. Выступал в Думе по аграрному вопросу.
10 июля 1906 года в г. Выборге подписал "Выборгское воззвание"  и осужден по ст. 129, ч. 1, п. п. 51 и 3 Уголовного Уложения, приговорен к 3 месяцам тюрьмы и лишен права быть избранным. Наказание отбывал в петербургской тюрьме «Кресты» в 1910 году. В том же году возглавил Либавский эмиграционный комитет.
После октября 1917 жил в Латвии. Скончался 9 ноября 1923 года.
В Лиепае сохранился особняк Нисона Каценельсона на проспекте Кюрмая 15 (архитектор Паулс Макс Берки), в котором сейчас находится Лиепайский музей.

## Семья
Был женат на Софье (Сосе-Эстер) Мовшовне Шур, сестре Исаи Шура.